# ブオナミーコ・ブファルマッコ

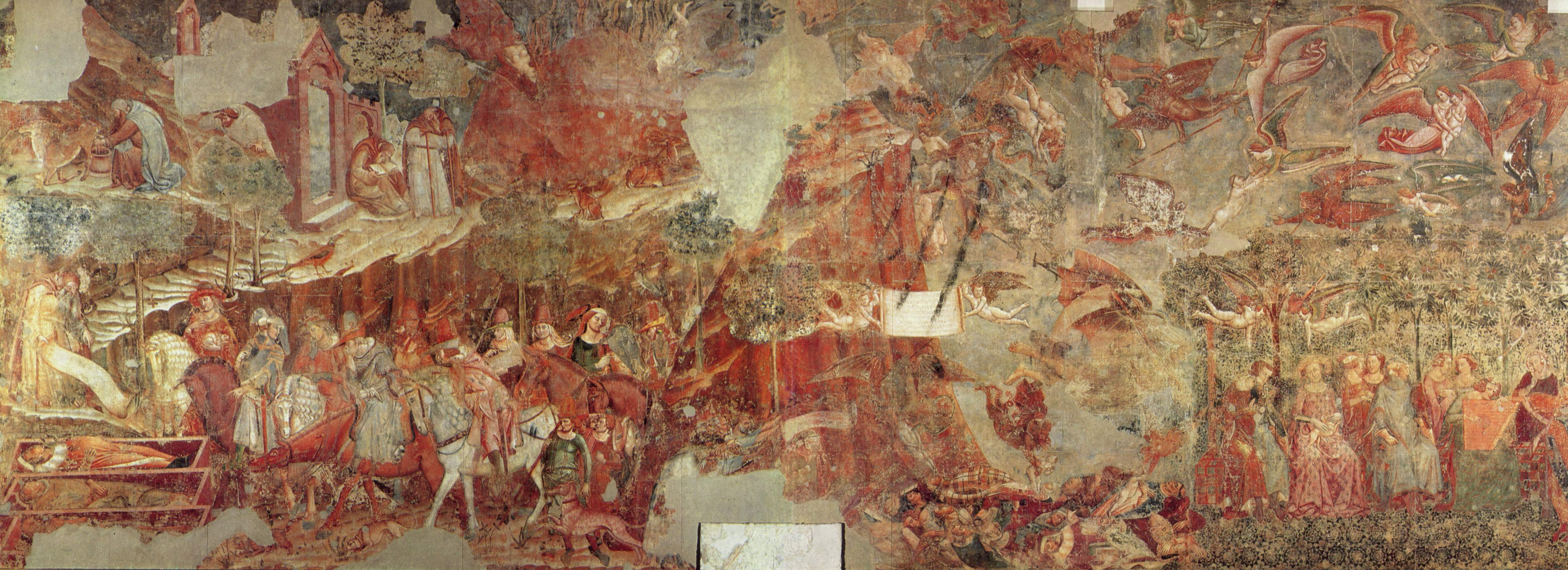
ブオナミーコ・ブファルマッコ『死の勝利』（1355年頃）

ブオナミーコ・ブファルマッコ（Buonamico Buffalmacco）またはブオナミーコ・ディ・マルティーノ（Buonamico di Martino）（1262年頃、フィレンツェ – 1340年、フィレンツェ、活動時期：1315年頃 - 1336年）はイタリアの画家。フィレンツェ、ボローニャ、ピサで活動した。ブファルマッコの現存作は皆無であるが、ピサのドゥオモ広場のカンポサント (納骨堂)にある連作フレスコ画『死の勝利』の作者はブファルマッコであると言われている。

## 人物
ボッカッチョは『デカメロン』の中で、フランコ・サッケッティは『フィレンツェ巷談集』の中で共に、ブファルマッコは悪戯好きだったと書いている。ジョルジョ・ヴァザーリも『画家・彫刻家・建築家列伝』の中にブファルマッコの項目を設け、ブファルマッコのおかしな悪戯に関するいくつかの逸話を述べている。

## エピソード
ブファルマッコは典型的な夜型人間であり、夜を徹して絵画を仕上げ、夜の明け始める朝頃から日中にかけて就寝する生活スタイルであった。ところが、隣家の婦人が早朝から内職や食事の支度をするため、就寝を妨げられることがしばしばであった。そこでブファルマッコは、壁の割れ目から隣住人の支度する鍋に塩をどんどんと投げ入れた。そのため、隣部屋では毎日塩辛い料理となり、むやみに塩辛い料理を巡って夫婦間でいざこざとなった。そんなある日、隣家のいざこざにブファルマッコが仲裁に入った。「お宅の奥さんは、夜を惜しんで働くから疲れているのでしょう。早朝から働くのは控えた方がいい。」
こうして隣家では、婦人が早朝から働くことをやめた途端に料理の味付けがちょうどよくなり、夫婦間のいざこざは収まった。そして、ブファルマッコ自身も徹夜明けに悠然と就寝できるようになった。